# تپه گردی زرینه
تپه گردی زرینه مربوط به مس وسنگ - عصر برنز III - سدهٔ ۶ تا ۸ ه.ق است و در شهرستان بوکان، بخش سیمینه، دهستان بهی دهبکری، روستای جوانمرد واقع شده و این اثر در تاریخ ۷ اسفند ۱۳۸۵ با شمارهٔ ثبت ۱۷۶۹۱ به‌عنوان یکی از آثار ملی ایران به ثبت رسیده است.